# Joséphin Péladan

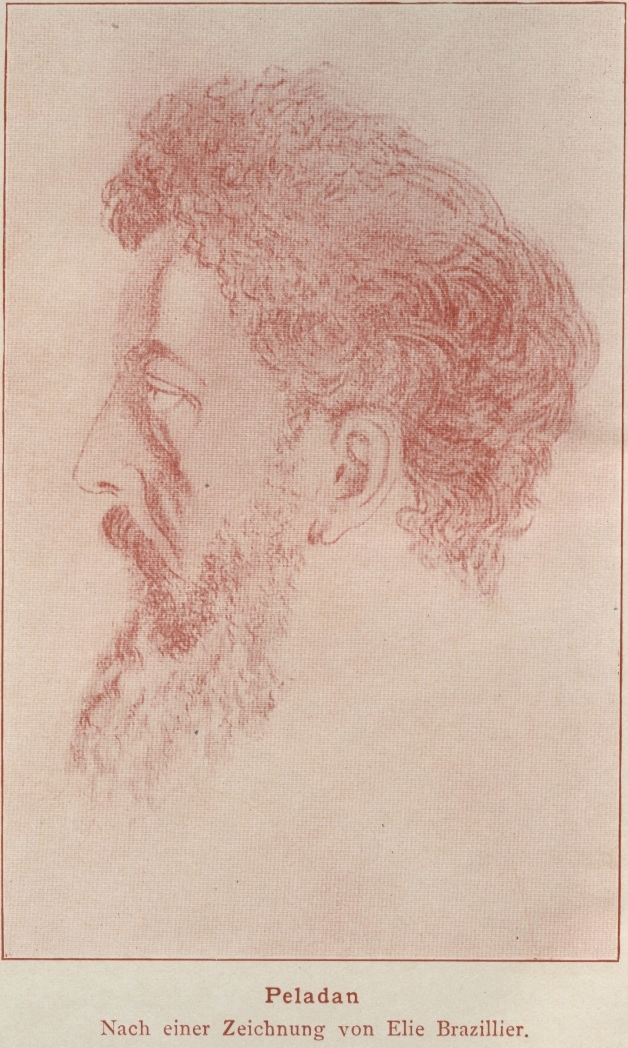
Portret van Péladan door Elie Brazillier

Joséphin Péladan, geboren als Joseph-Aymé Péladan (Lyon, 28 maart 1858 - Neuilly-sur-Seine, 27 juni 1918) was een Franse schrijver, Martinist en Rozenkruiser. Al jong nam hij een pseudoniem aan, Sâr Merodak Péladan, refererend aan Marduk, de Babylonische oppergod. Later voorzag hij zijn vrienden eveneens van bijnamen uit het Babylonische pantheon.

## Karakter
Hoewel een getalenteerd schrijver, erudiet en kunstminnaar, maakte hij veel vijanden door zijn megalomanie. Excentriek, zowel in zijn ideeën als in zijn kledij of zijn paasbloemenkleurig briefpapier, kon Péladan niets doen zonder op te vallen. De taal van zijn werken is moeilijk, zowel door de vele culturele referenties als door zijn constant spel met neologismen. 
Péladan is na zijn dood een cultfiguur geworden. Zijn naam is in verschillende middens vertegenwoordigd, onder andere in de kunst, de literatuur, het toneel en de esoterie.

### In de kunst
Hij heeft zich vooral weten te onderscheiden in de kunst via zijn Salons de la Rose-Croix waar hij een aantal symbolistische schilders lanceerde. Hij heeft verschillende teksten van Leonardo da Vinci over kunst voor het eerst in het Frans vertaald. Péladan was ook een scherp kunstcriticus. Hij had een afkeer van de zuiver picturale kunst. Kunst was voor hem een gebed, iets wat de mens tot God moest verheffen.
Zijn eerste Salon was een groot succes. De Parijse politie moest het verkeer omleiden, omdat de koetsen van het toegestroomde publiek alle straten versperden. Péladan kreeg 3000 vermeldingen in binnenlandse en buitenlandse kranten en tijdschriften. En bij het einde van het Salon werden in de daartoe bestemde schalen 14.000 visitekaartjes van bezoekers geteld.

### In de literatuur
De lijst van zijn romans is indrukwekkend. Een deel ervan is opgezet in de vorm van weldoordachte reeksen, die al dan niet werden afgewerkt. De bekendste van deze reeksen zijn:
- La décadence latine, een reeks van 21 romans.
- Les drames de la conscience, een reeks van 5 romans.
- Le septénaire des fées, een reeks van 7 verhalen, waarvan echter alleen het eerste werd gepubliceerd.

### In het theater
Zijn toneelwerken zijn Wagneriaans, zoals hij zelf schreef, maar moeilijk op te voeren, wegens het extreem aantal figuranten en het enorm aantal koorzangers. Wanneer ze toch werden opgevoerd, werden ze met gemengde gevoelens onthaald: een deel van het publiek droeg hem op handen, omwille van het grandioze in taal en vorm, maar anderen knapten af op zijn bombast. Erik Satie heeft ouvertures voor zijn toneelstukken geschreven.
Zijn bekendste toneelstukken:
- Babylone
- La Prométhéide
Van de Prometheustrilogie van Aeschylus is enkel het middelste deel bewaard gebleven. Péladan heeft dit zo goed mogelijk vertaald en aan de moderne tijd aangepast. Bovendien heeft hij het eerste en het derde deel, die in de loop der tijden verloren gegaan waren, eigenhandig herschreven. Hiervoor kreeg hij de gelukwensen van Émile Burnouf, de directeur van de Atheense School. Vóór hem had Goethe zich al op de Prometheusmythe geworpen. Na Péladan zou de Belgische schrijver Iwan Gilkin een poging wagen.
- Le Fils des Étoiles
Satie componeerde een "Prélude" voor elk van de drie bedrijven van deze "Pastorale Kaldéenne".
- Le Prince de Byzance
Satie's Salut Drapeau! (gecomponeerd 2 november 1891) is een toonzetting van een toespraak door Giorgio Cavalcanti in het tweede bedrijf van dit "romantisch drama". In zijn tijdschrift Panthée kondigde Péladan bovendien aan dat Satie een "Prélude" voor dit stuk zou schrijven, maar zulke muziek is verder niet bekend of bewaard. Tegen het moment dat de tekst van dit toneelstuk in 1896 gedrukt werd, hadden de wegen van Péladan en Satie zich overigens al lang gescheiden, en was Satie een uitgesproken anti-Wagneriaan geworden.
- Sémiramis
- Oedipe et le Sphinx
- La Loi de Rome
- Orphée
- La Rose+Croix
- Le Mystère du Graal

### In de esoterie
Péladan bewoog zich in de Parijse esoterische middens van de belle époque en was een tijdlang lid van esoterische groepen. Hij had een concessieloos karakter en bleef nooit lang in dezelfde groepering. Zijn enorme kennis én zijn superioriteitsgevoel waren hier niet vreemd aan. Zijn esoterische werken publiceerde hij vooral in een reeks getiteld Amphithéâtre des Sciences Mortes (Amfitheater der Dode Wetenschappen). Deze werken zijn uitgegeven, eerst door Chamuel, later door Chacornac, steeds met als omslagafbeelding de twee Babylonische sfinxen en het laatste deel, La Science de l'Amour, bij Albert Messein.
Lijst van de titels in zijn Amfitheater
- Comment on devient Mage, 1891 - ethiek
- Comment on devient Fée, 1892 - erotiek
- Comment on devient Artiste, 1894 - esthetiek
- Le Livre du Sceptre, 1895 - politiek
- L'Occulte Catholique, 1898 - zou oorspronkelijk verschijnen onder de titel Comment on devient et on reste catholique ('Hoe je katholiek wordt en het ook blijft') - mystiek
- Traité des Antinomies, 1901 - metafysica
- La Science de l'Amour, 1911 - ascese

## Onuitgegeven werk
Een van zijn biografen, René-Louis Doyon, heeft in het Péladanarchief in de Parijse Bibliothèque de l'Arsenal de inventaris gemaakt van Péladans manuscripten, voor een groot deel onuitgegeven:
- 445 manuscripten
- 820 documenten
- 26.881 beschreven vellen papier

## Trivia
- Net zoals zijn broer Adrien Péladan is hij de vergiftigingsdood gestorven. In het geval van Joséphin was het een vergiftiging door het eten van zeevruchten, gecombineerd met een longontsteking.
- Van zijn naam is het eponiem Péladanomanie afgeleid, dat in bibliofiele kringen weleens wordt gebruikt voor verzamelwoede rond een auteur.